# 花園歌子
花園 歌子（はなぞの うたこ、1906年1月15日 – 1982年7月4日）は、芸妓出身の日本の舞踏家、著作家。本名は黒瀬 直、のち正岡 直といい、晩年は日本舞踊家として、花園 環伎と名乗った。黒瀬春吉、正岡容の妻。

## 経歴
東京生まれ。東京女子薬学校に入学したが、間もなく製薬会社の事務員となり、さらに、社会主義者であった黒瀬春吉が主宰していた劇団に入って、当時目新しかったモダン・ダンスを学び、浅草の踊り子となる。その後、新橋で芸者となり、「モダン芸者」として知られるようになった。新橋では年季が明けても独立せず、「逆七」として置屋に居続けた。
1930年に『芸妓通』を出版し、その中で当時の女権論者の代表的存在であった福田英子や岩本嘉志子らを論難する大胆な議論を展開した。同書ではまた、芸妓稼業契約や前借金契約についての実態を紹介した。同書については、夫であった黒瀬春吉が書いたものとする説もある。
花園は、芸妓関係の書籍等の資料の収集家としても知られ、明治文化研究会を通して、吉野作造や斎藤昌三と親交があり、吉野に一方的な思いを寄せていたともいわれる。1941年には、芸能研究家の正岡容と再婚した。
晩年は、日本舞踊花園流初代家元・花園 環伎として活動した。1982年7月4日、千葉市の病院で死去、76歳。

## おもな著書
- 芸妓通、四六書院、1930年
  - 復刻：ゆまに書房（女性のみた近代 : 女性と労働 ; 24）、2004年
- 女から人間へ : 女性文化研究資料一覧、大沢直、1931年